# Salaise-sur-Sanne
 Salaise-sur-Sanne  es una población y comuna francesa, en la región de Ródano-Alpes, departamento de Isère, en el distrito de Vienne y cantón de Roussillon.

## Demografía
| 2610 | 2785 | 2978 | 3354 | 3513 | 3648 |
| Para los censos de 1962 a 1999 la población legal corresponde a la población sin duplicidades (Fuente: INSEE [Consultar]) |      |      |      |      |      |